# Hartmut Honka

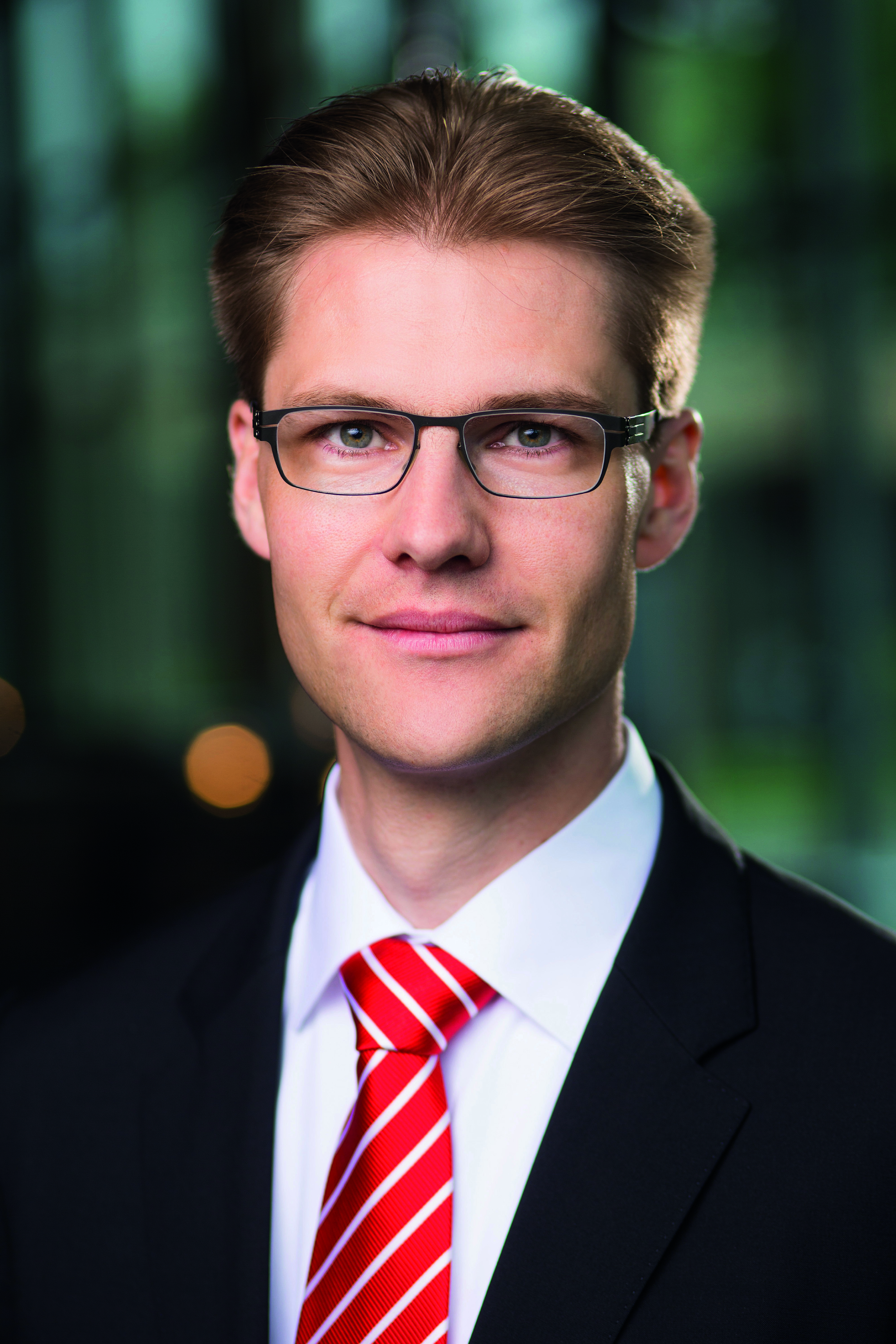
Hartmut Honka (2013)

Hartmut Honka (* 11. Mai 1978 in Frankfurt am Main) ist ein deutscher Politiker (CDU) und seit 2006 Abgeordneter im Hessischen Landtag.

## Leben und Beruf
Nach dem Abitur 1997 an der Goetheschule Neu-Isenburg und dem Zivildienst studierte Hartmut Honka an der Johann Wolfgang Goethe-Universität Frankfurt am Main Rechtswissenschaften. Nach dem Ersten Juristischen Staatsexamen war er von 2006 bis 2008 Rechtsreferendar im Bereich des Landgerichts Frankfurt am Main. Im Dezember 2008 bestand er sein Zweites Juristisches Staatsexamen. Im Jahr 2010 absolvierte er eine Zusatzausbildung zum Mediator (DAA). Er ist als Rechtsanwalt in Dreieich tätig.
Hartmut Honka ist römisch-katholisch, verheiratet und hat zwei Kinder. Die Familie lebt in Dreieich-Sprendlingen.

## Politische Tätigkeiten
Seit 1996 ist Hartmut Honka Mitglied von der CDU und der Jungen Union. Bereits im September 1998 rückte er in die Stadtverordnetenversammlung von Neu-Isenburg nach. Seit der Kommunalwahl 2001 war er dort Mitglied im Ausschuss für Bau, Planung, Umwelt und Verkehr. Nach seinem Umzug trat er im März 2006 für die CDU Dreieich an und konnte einen Sitz in der dortigen Stadtverordnetenversammlung erringen. Von Februar 2008 bis März 2011 war er Vorsitzender des Haupt- und Finanzausschusses der Stadt Dreieich. Seit November 2009 ist er Vorsitzender des CDU-Stadtverbandes Dreieich. Seit der Kommunalwahl im März 2011 fungiert er zugleich als Vorsitzender der CDU-Stadtverordnetenfraktion in der Stadtverordnetenversammlung von Dreieich. Seit März 2012 ist er einer der stellvertretenden Vorsitzenden des CDU-Kreisverbandes Offenbach-Land. Im Dezember 2015 wurde er zum Beisitzer des Bezirksvorstands der CDU Frankfurt/Rhein-Main gewählt. Im Dezember 2023 wurde er zum stellvertretenden Vorsitzenden des Bezirksverbands Frankfurt/Rhein-Main gewählt.
Am 30. Oktober 2006 rückte er für das ausgeschiedene Mitglied Rüdiger Hermanns in den Hessischen Landtag nach. Dort vertritt er den Wahlkreis 44 (Offenbach Land I). Dieser umfasst die Städte Dreieich, Langen (Hessen) und Neu-Isenburg sowie die Gemeinde Egelsbach. Bei der Landtagswahl am 27. Januar 2008 gewann er das Direktmandat mit 40,7 % der Stimmen. Bei der Neuwahl am 18. Januar 2009 verteidigte er sein Direktmandat mit 43,3 % der Stimmen. Bei der Landtagswahl am 22. September 2013 hat er das Direktmandat in seinem Wahlkreis mit 43,8 % zum dritten Mal in Folge gewonnen. Bei der Landtagswahl am 28. Oktober 2018 konnte er das Direktmandat zwar zum vierten Mal in Folge gewinnen, hatte aber nur noch einen Stimmenanteil von 29,6 %. Bei der Wahl zum 21. Hessischen Landtag am 8. Oktober 2023 errang er zum fünften Mal das Direktmandat im Wahlkreis 44. Er erhielt 35,7 % der abgegebenen gültigen Erststimmen.
In der 16. Legislaturperiode war er ordentliches Mitglied im Ausschuss für Wirtschaft und Verkehr, im Petitionsausschuss, in der Härtefallkommission und im Untersuchungsausschuss 16/3. Weiterhin war er stellvertretendes Mitglied im Untersuchungsausschuss 16/2.
In der 17. Legislaturperiode (5. April bis 19. November 2008) war er erstmals zum rechtspolitischen Sprecher der CDU-Landtagsfraktion gewählt worden. Er war Mitglied im Rechtsausschuss, im Haushaltsausschuss, im Unterausschuss für Justizvollzug und weiteres stellvertretendes Mitglied im Hauptausschuss.
Im Zeitraum zwischen der Parlamentsauflösung am 19. November 2008 und den Neuwahlen vom 18. Januar 2009 war er weiteres stellvertretendes Mitglied im ständigen Ausschuss gemäß Art. 93 Hessische Verfassung.
In der 18. Legislaturperiode wurde er wieder zum rechtspolitischen Sprecher der CDU-Landtagsfraktion gewählt. Er war Mitglied im Rechts- und Integrationsausschuss, im Haushaltsausschuss, im Unterausschuss für Justizvollzug, im Unterausschuss Datenschutz und im Richterwahlausschuss. Weiterhin war er weiteres stellvertretendes Mitglied im Hauptausschuss. Dem Untersuchungsausschuss 18/1 gehörte er als ordentliches Mitglied und dem Untersuchungsausschuss 18/2 als stellvertretendes Mitglied an.
Für die 19. Legislaturperiode wählte ihn die CDU-Landtagsfraktion erneut zu ihrem rechtspolitischen Sprecher. Er war Mitglied im Rechtsausschuss, im Haushaltsausschuss, im Unterausschuss für Justizvollzug, im Unterausschuss Datenschutz, im Richterwahlausschuss, im Wahlausschuss zur Wahl der richterlichen Mitglieder des Staatsgerichtshofs, im Wahlprüfungsgericht beim Hessischen Landtag und weiteres stellvertretendes Mitglied im Hauptausschuss. Den Untersuchungsausschüssen 19/1 und 19/2 gehört er als ordentliches Mitglied an. Der Untersuchungsausschuss 19/2 wählte ihn in seiner ersten Sitzung zum Vorsitzenden.
Zu Beginn der 20. Legislaturperiode wählte ihn die CDU-Landtagsfraktion zu ihrem Sprecher für Digitales und Datenschutz. Er ist somit Mitglied im entsprechenden neuen Landtagsausschuss für Digitales und Datenschutz und weiterhin im Rechtsausschuss und in Unterausschuss für Justizvollzug. Für diesen Ausschuss wurde er zudem von seiner Fraktion als Vorsitzender vorgeschlagen und durch den Landtag benannt. Er ist weiterhin weiteres stellvertretendes Mitglied im Hauptausschuss. Dem Wahlprüfungsgericht beim Hessischen Landtag gehört er als stellvertretendes Mitglied an. Im Dezember 2021 wurde er vom Plenum zu einem der weiteren Mitglieder des Präsidiums des Hessischen Landtags gewählt. Das Präsidium besteht aus der Landtagspräsidentin, den Vizepräsidenten und 8 weiteren Mitgliedern.
Im Januar 2024 wurde er in der konstituierenden Sitzung des 21. Hessischen Landtags erneut zu einem der weiteren Mitglieder des Präsidiums des Hessischen Landtags und zum Mitglied im Hauptausschuss gewählt. Er ist weiterhin Mitglied im Rechtsausschuss und im Unterausschuss für Justizvollzug. Dem Wahlprüfungsgericht beim Hessischen Landtag gehört er nun wieder als Mitglied an.
Honka war Mitglied der 17. Bundesversammlung zur Wahl des Bundespräsidenten.

## Mitgliedschaften
Honka ist Mitglied der katholischen Studentenverbindung K.D.St.V. Greiffenstein (Breslau) Frankfurt, der Kolpingsfamilie „Zum Heiligen Kreuz“ in Neu-Isenburg, der DLRG Neu-Isenburg, der Bürgerhilfe Dreieich und im Kinderschutzbund Westkreis Offenbach. Von November 2011 bis April 2019 war er Landesvorsitzender des Arbeitskreises Christlich-Demokratischer Juristen Hessen (LACDJ). Seit November 2013 ist er Beisitzer im Vorstand des Bundesarbeitskreises Christlich-Demokratischer Juristen (BACDJ).